# Federatie van Arabische Emiraten
De Federatie van Arabische Emiraten of Unie van Arabische Emiraten was een geplande fusie van de 9 Arabische Golfstaten bestaande uit Bahrein, Qatar en de huidige Verenigde Arabische Emiraten (Abu Dhabi, Ajman, Dubai, Fujairah, Ras al-Khaimah, Sharjah en Umm al-Qaiwain) dat toen nog Britste protectoraten waren.

## Geschiedenis
De federatie die op 27 februari 1968 was overeengekomen, zou aanvankelijk bijna 100.000 km² en 374.000 overwegend Arabische inwoners hebben bestreken. De hoofdstad zou aanvankelijk Sharjah zijn en het eerste hoofd van de federatie zou de emir van Bahrein zijn, Isa bin Salman Al Khalifa. De emirs zouden een hoogste raad vormen, waarvan het voorzitterschap jaarlijks zou rouleren. Deze Hoge Raad zou administratieve taken delegeren aan een Federatieraad.
Voor de beoogde zelfstandigheid waren bestaansproblemen te verwachten. Iran legde aanspraken op Bahrein en enkele eilanden in de Perzische Golf. Om dit tegen te gaan, wilde Bahrein nauwe banden met Saoedi-Arabië als tegenwicht, dat op zijn beurt aanspraken had op Qatar en Abu Dhabi. Oman heeft aanspraak gemaakt op de Buraimi-oase in Abu Dhabi, terwijl in Sharjah een beweging is ontstaan om zich bij Egypte aan te sluiten. De wens om de Britse militaire aanwezigheid na 1971 uit te breiden, werd afgewezen door Londen en de andere sjeikdoms.
De eenwording werd uiteindelijk ingehaald door de onafhankelijkheidsverklaringen van Bahrein en Qatar van het Verenigd Koninkrijk, die ook gericht waren aan de andere emiraten. In 1971 stichtten de andere emiraten in de Perzische Golf de Verenigde Arabische Emiraten onder leiding van Abu Dhabi, Ras al-Khaimah sloot zich pas in 1972 aan als zevende emiraat.